# صفحه خوان فرناندز
صفحه خوان فرناندز (انگلیسی: Juan Fernández Plate) یک صفحه زمین‌ساختی کوچک در محل برخورد سه‌گانه صفحه‌های نازکا، جنوبگان و اقیانوس آرام است. این صفحه در جهت ساعت‌گرد حرکت می‌کند. بر خلاف نام این صفحه، جزایر خوان فرناندز شیلی بر روی صفحه خوان فرناندز قرار ندارند.